# Општина Бала (Мехединци)
Бала (рум. Bala) општина је у Румунији у округу Мехединци.
Oпштина се налази на надморској висини од 305 m.